# Thirty Strange Stories
Thirty Strange Stories è una raccolta di racconti di fantascienza di H. G. Wells pubblicata nel 1897 dalla casa editrice Edward Arnold.
L'opera ripropone alcuni racconti di Wells pubblicati tra il 1894 e il 1896.

## Elenco dei racconti
- Fioritura di una strana orchidea (racconto breve, The Flowering of the Strange Orchid, Pall Mall Budget, 2 agosto 1894), pag.1[5]
- L'isola dell'Aepyornis (racconto, Æpyornis Island, Pall Mall Budget, 27 dicembre 1894), pag.15[6]
- La storia di Plattner (racconto, The Plattner Story, The New Review, aprile 1896), pag. 34[7]
- Gli argonauti dell'aria (racconto The Argonauts of the Air, Phil May's Annual, Dicembre 1895), pag. 66[8]
- Il fu signor Elvesham (racconto The Story of the Late Mr. Elvesham, The Idler, maggio 1896) pag. 86[9]
- Il bacillo rubato (racconto breve, The Stolen Bacillus, Pall Mall Budget, 21 giugno 1894), pag. 114[10]
- La stanza rossa (racconto The Red Room aka The Ghost of Fear, The Idler, marzo 1896) pag. 125[11]
- La farfalla (racconto, The Moth aka A Moth – Genus Novo, Pall Mall Gazette, 28 marzo 1895), pag.140[12]
- Nell'abisso (racconto In the Abyss, Pearson's Magazine, 1 agosto 1896) pag. 157[13]
- Sotto il bisturi (racconto Under the Knife aka Slip Under the Knife, The New Review, gennaio 1896) pag. 183[14]
- La riconciliazione (racconto The Reconciliation aka The Bulla The Weekly Sun Literary Supplement, 1 dicembre 1895), pag. 203[15]
- Un vetrino sotto il microscopio (A Slip Under the Microscope, Yellow Book, gennaio 1893), pag. 216[16]
- All'osservatorio di avu (racconto breve, In the Avu Observatory, Pall Mall Budget, 9 agosto 1894), pag. 247[17]
- Il trionfo di un tassidermista (racconto breve, The Triumph of a Taxidermist, Pall Mall Gazette, 3 marzo 1894), pag. 259[18]
- Una compravendita di struzzi (racconto breve, A Deal in Ostriches, Pall Mall Budget, 20 dicembre 1894), pag.266[19]
- The Rajah's Treasure (racconto, Pearson's Magazine, luglio 1896), pag. 274[20]
- Il sorprendente caso della vista di Davidson (racconto, The Remarkable Case of Davidson's Eyes, Pall Mall Budget, 28 marzo 1895), pag.291[21]
- Il cono (racconto, The Cone, Unicorn, 18 settembre 1895), pag. 307[22]
- Il pileo porporeo (racconto, The Purple Pileus, Black and White, dicembre 1896), pag. 326[23]
- Una catastrofe (racconto, A Catastrophe, prima pubblicazione New Budget attribuita in agosto 1895 altre fonti, compreso Complete Short Story Omnibus, attribuisce la prima pubblicazione il 04 aprile 1895[24][25]), pag. 345
- Le Mari Terrible (racconto, New Budget, 23 maggio 1895), pag. 359[26]
- Il pomo (racconto, The Apple, The Idler, ottobre 1896), pag. 366[27]
- La triste storia di un critico drammatico (racconto, The Sad Story of a Dramatic Critic aka The Obliterated Man, New Budget, 15 agosto 1895), pag. 379[28]
- Come Jane fu piantata in asso (racconto breve,  The Jilting of Jane, Pall Mall Budget, 12 luglio 1894), pag. 393[29]
- L'eredità perduta (The Lost Inheritance, The Pocket Magazine, settembre 1897), pag. 405[30]
- Pollock e il Porroh (Pollock and the Porroh Man, New Budget, 23 maggio 1895, Amazing Stories, February 1928, illustrazione di Frank R. Paul), pag. 416[31]
- I razziatori del mare (The Sea Raiders, The Weekly Sun Literary Supplement, 6 dicembre 1896), pag. 442[32]
- Alla moderna: storia d'amore fredda (In the Modern Vein: An Unsympathetic Love Story aka A Bardlet's Romance,  Truth 08 Marzo 1894), pag. 459[33]
- Il fabbricante di diamanti (racconto breve, The Diamond Maker, Pall Mall Budget, 16 agosto 1894), pag. 476[34]
- Il tesoro nella foresta (racconto, The Treasure in the Forest, Pall Mall Budget, 23 agosto 1894), pag. 491[35]

## Edizioni
- Herbert George Wells, Thirty Strange Stories, I ed., Edward Arnold, 1897.[36][37][38]
- Herbert George Wells, Thirty Strange Stories, I ed., Causeway Books, 1974.[39]
- Herbert George Wells, Thirty Strange Stories, I ed., Carroll & Graf, 1998.[40]
- Herbert George Wells, Thirty Strange Stories, I ed., Barnes & Noble Books / Google Books.[41]

### Testi
- (EN) - Thirty strange stories text, su archive.org.